# Kickin' It Up
| Críticas profissionais | Críticas profissionais |
| Avaliações da crítica  | Avaliações da crítica  |
| Fonte                  | Avaliação              |
| ---------------------- | ---------------------- |
| allmusic               | link                   |
| Entertainment Weekly   | B- link                |
| Robert Christgau       | link                   |

Kickin' It Up é o segundo álbum de estúdio do cantor do cantor John Michael Montgomery, lançado em 1994 pela gravadora Atlantic Records.

## Desempenho nas paradas musicais
| Parada musical (1994)                     | Melhor posição |
| ----------------------------------------- | -------------- |
| Canadá (RPM 100 Albums)                   | 23             |
| Canadá (RPM Country Albums)               | 1              |
| Estados Unidos (Billboard 200)            | 1              |
| Estados Unidos (Billboard Country Albums) | 1              |

## Certificações
| País                  | Certificação   | Data                   | Vendas certificadas |
| --------------------- | -------------- | ---------------------- | ------------------- |
| Canadá - Music Canada | 2× Platina     | 12 de dezembro de 1994 | 200.000             |
| Estados Unidos - RIAA | Multi× Platina | 13 de junho de 1996    | 4.000.000           |